# Gare de Dixie
La gare de Dixie est une gare ferroviaire située dans l'est de Mississauga en Ontario. Elle est desservie par des trains de banlieue de la ligne Milton de GO Transit.

## Situation ferroviaire
La gare de Dixie est située à la borne 12,4 milles (20 km) de la subdivision Galt du Canadien Pacifique (CP), entre les gares de Kipling et de Cooksville. En direction est, les voies traversent le ruisseau Etobicoke avant de s'approcher à la gare de Kipling. En direction ouest, les voies traversent le ruisseau Cooksville juste avant la gare du même nom.

## Histoire
La gare est mise en service le 25 octobre 1981, lorsque la ligne Milton est devenu la quatrième ligne du réseau de trains de banlieue de GO Transit, après les lignes Lakeshore, Georgetown (maintenant Kitchener) et Richmond Hill.
La ligne Milton a été mise en service avec trois allers-retours du lundi au vendredi. Le service s'est avéré suffisamment populaire pour que, le 9 juillet 1989, GO ait ajouté deux autres trajets en semaine.
Le 29 octobre 1990, un certain nombre de trajets allers-retours de mi-journée sont ajoutés sur la ligne. La ligne Milton est devenue la première ligne autre que Lakeshore à offrir un service de train en dehors des heures de pointe. L'objectif était de désengorger la ligne Lakeshore, particulièrement à Mississauga. La plupart des services de mi-journée consistaient en une seule rame reliant entre les gares Union et Erindale (avec des bus correspondants entre Erindale et Milton), le premier trajet en provenance d'Union vers 8h30 et le dernier trajet en provenance d'Erindale juste avant le début de l'heure de pointe d'après-midi.
Le 8 janvier 1996, les coupes budgétaires ont forcé le remplacement de trains de mi-journée par des « trains-bus » circulant toute la journée, desservant toutes les gares de la ligne sauf Kipling.
Alors que la croissance des banlieues se poursuivait vers le nord et l'ouest, GO Transit a continué à ajouter des trajets de trains. Un sixième train de la ligne a été ajouté en 2002, suivi d'un septième train en juin 2009, et d'un huitième en juin 2012. En janvier 2015, un neuvième train est ajouté sur la ligne, suivi d'un dixième train en septembre 2016. En 2020, Metrolinx a publié un plan stratégique qui prévoyait l'expansion du service à toutes les 15 minutes ou mieux aux heures de pointe entre Meadowvale et Union (avec un service en contre-pointe toutes les 30 minutes) et un service toutes les demi-heures hors pointe vers Meadowvale, avec des bus correspondants vers Milton.
Alors que l'agence provinciale aimerait offrir à nouveau un service de mi-journée bidirectionnel sur la ligne, améliorer le service vers Mississauga et possiblement augmenter le service de métro, les négociations avec le CP se sont avérées frustrantes. Contrairement au CN, la subdivision Galt du CP entre Mississauga et Toronto est sa seule ligne principale entre Toronto, London et Windsor. Il n'existe aucune voie de contournement vers laquelle le trafic de marchandises du CP peut se détourner. GO Transit a dû dépenser des sommes considérables pour ajouter des voies afin d'obtenir le service dont il dispose actuellement, et bonifier le service à toute la journée serait coûteux pour l'agence provinciale.

## Service des voyageurs

### Accueil
Cette gare est sans personnel, et les passagers peuvent acheter des billets ou recharger sa carte Presto à la distributrice automatique. La gare est équipée d'une salle d'attente, des toilettes publiques, de Wi-Fi, et d'un téléphone payant. Le stationnement incitatif est situé au nord de la voie, avec des places de stationnement réservées, une aire de covoiturage et un débarcadère. Une boucle d'autobus dessert les « trains-bus » de GO Transit hors pointe.
L'ensemble de la gare est accessible aux fauteuils roulants.

### Desserte
La gare dessert les trains de la ligne Milton aux heures de pointe. 8 trains en direction d'Union s'arrêtent à la gare les matins de semaine, et 8 trains en direction de Milton s'arrêtent les soirs de semaine. Aucun train ne dessert la gare hors pointe et en fin de semaine.

### Intermodalité

#### MiWay
La gare de Dixie est desservie par la ligne 5 Dixie à l'arrêt devant l'entrée de la gare sur Dixie Road, 7 jours sur 7.
| Route | Route | Destination | Renseignements supplémentaires |
| ----- | ----- | --- | ------------------------------ |
| 5     | Dixie | - Direction nord vers Lorimar Drive / Cardiff Boulevard via le centre commercial Rockwood et la station Dixie du Transitway - Direction sud vers la gare de Long Branch via le centre commercial Dixie |                                |